# Diego del Carpio
Diego del Carpio es un municipio de España perteneciente a la provincia de Ávila, en la comunidad autónoma de Castilla y León. Forma parte del partido judicial de Piedrahíta. En 2017 el municipio contaba con una población de 148 habitantes. Nació el 5 de marzo de 1976 a partir de la fusión de los municipios de Diego Álvaro y Carpio Medianero.

## Símbolos
El escudo heráldico que representan al municipio fueron aprobados el 31 de julio de 2001. El escudo se blasona de la siguiente manera:

Escudo de forma española. En campo de gules, un templo romano de dos columnas lisas con basa y capitel y tejado triangular escamado en oro. En su interior, escudo cuartelado de los reyes godos: Primero, sobre campo de oro , cuatro fajas de sable; segundo, en campo de gules, tres coronas de oro ordenadas dos y una; tercero, en campo de plata, león rampante de gules, coronado de oro, portando hacha de oro; cuarto, en campo de oro,león rampante de gules;acompañado de dos espadas bajas de plata, encabadas de oro. Al timbre, corona real de España.
Boletín Oficial de Castilla y León nº 161 de 20 de agosto de 2001

La descripción de la bandera es la siguiente:

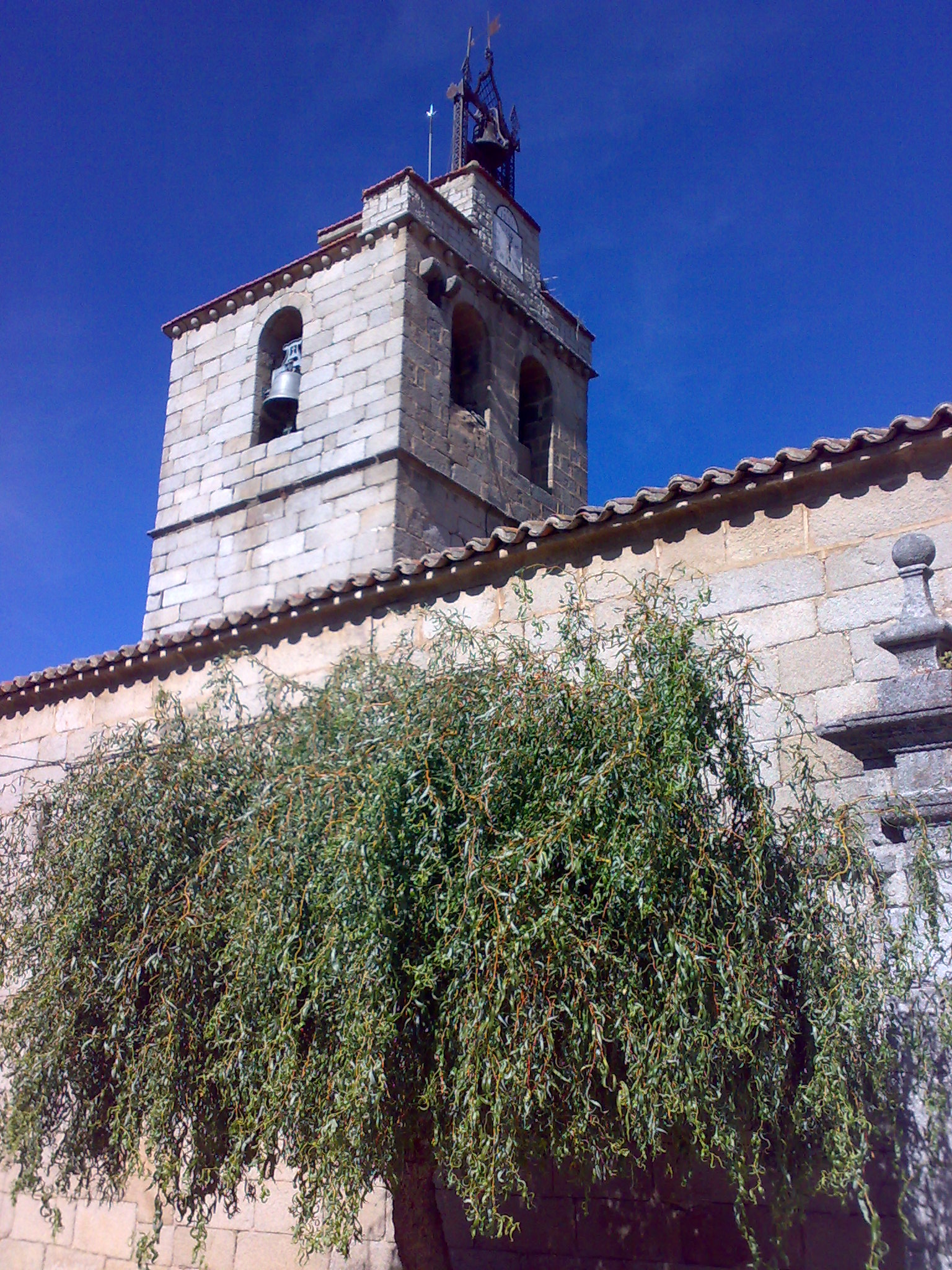
Torre de la iglesia de Diego Álvaro.

«Bandera rectangular, de proporción 1:2, partida a un tercio del asta. Rojo al asta, con tres coronas de oro, y blanca al batiente, con el escudo municipal en sus esmaltes y colores en su centro.»
Boletín Oficial de Castilla y León nº 161 de 20 de agosto de 2001

## Geografía
El municipio está compuesto de dos núcleos de población, distanciados unos 2,8 km entre sí, Diego Álvaro y Carpio Medianero. La localidad de Diego Álvaro, donde está establecida la capitalidad del municipio, está situada a una altitud de 1052 m s. n. m.
| Noroeste: Alaraz (provincia de Salamanca)              | Norte: Alaraz (provincia de Salamanca) | Noreste: San Miguel de Serrezuela |
| Oeste: Chagarcía Medianero (provincia de Salamanca)    |                                        | Este: Pascualcobo                 |
| Suroeste: Chagarcía Medianero (provincia de Salamanca) | Sur: Martínez                          | Sureste: Zapardiel de la Cañada   |

## Historia
En las cercanías de Diego Álvaro, en la zona de «Los Corralillos», se ha hallado restos de un poblado de la época de la Hispania visigoda.

## Demografía
Diego del Carpio cuenta con una población de 106 habitantes (INE 2024).
| Gráfica de evolución demográfica de Diego del Carpio entre 1981 y 2021 |
| |
| Población de derecho según los censos de población del INE. Población de hecho según los censos de población del INE.Entre el censo de 1981 y el anterior, aparece este municipio porque se fusionan los municipios Carpio Medianero y Diego Álvaro. |